# 490 Верітас
490 Верітас (490 Veritas) — астероїд головного поясу, відкритий 3 вересня 1902 року Максом Вольфом у Гейдельберзі.
Тіссеранів параметр щодо Юпітера — 3,174.